# Alchornea castaneifolia
Alchornea castaneifolia là một loài thực vật có hoa trong họ Đại kích. Loài này được (Humb. & Bonpl. ex Willd.) A.Juss. mô tả khoa học đầu tiên năm 1824.